# Brûlon
Brûlon é uma comuna francesa na região administrativa do País do Loire, no departamento de Sarthe. Estende-se por uma área de 16.27 km². Em 2010 a comuna tinha 1 580 habitantes (densidade: 97,1 hab./km²).